# Bellastraea aurea
Bellastraea aurea is een slakkensoort uit de familie van de Turbinidae. De wetenschappelijke naam van de soort is voor het eerst geldig gepubliceerd in 1844 door Jonas.